# Clément Mignon (triatleta)
Clément Mignon (1999) es un deportista francés que compite en triatlón.
Ganó una medalla de oro en el Campeonato Mundial de Triatlón de Larga Distancia de 2023. Además, obtuvo una medalla de bronce en el Campeonato Europeo de Ironman de 2022.

## Palmarés internacional
| Campeonato Mundial | Campeonato Mundial | Campeonato Mundial | Campeonato Mundial |
| Año                | Lugar              | Medalla            | Prueba             |
| ------------------ | ------------------ | ------------------ | ------------------ |
| 2023               | Ibiza (España)     | Medalla de oro     | Individual         |

| Campeonato Europeo | Campeonato Europeo   | Campeonato Europeo | Campeonato Europeo |
| Año                | Lugar                | Medalla            | Prueba             |
| ------------------ | -------------------- | ------------------ | ------------------ |
| 2022               | Fráncfort (Alemania) | Medalla de bronce  | Individual         |